# Babaszka
Babaszka, babaszek, firet kwadratowy, firet kwadratu – rodzaj zecerskiego justunku średniego o stopniu jednego kwadratu i grubości 24, 36 oraz 48 punktów typograficznych; na początku XX wieku babaszką nazywano justunek wydrążony wzdłuż obu dłuższych boków szyny.